# Deuxième Chance (série télévisée)
Pour les articles homonymes, voir Deuxième Chance.
Deuxième Chance (Once and Again) est une série télévisée américaine en 63 épisodes de 42 minutes, créée par Marshall Herskovitz et Edward Zwick, et diffusée du 21 septembre 1999 au 15 avril 2002 sur le réseau ABC.
En France, la série a été diffusée du 7 mars 2000 au 12 juillet 2002 sur M6, et en 2005 sur Téva. Elle reste inédite dans les autres pays francophones.

## Synopsis
Au début de la série, Lily Manning est une mère de famille d’environ 40 ans vivant à Chicago (Illinois). Tout juste séparée de son coureur de jupons de mari Jake, Lily fait de son mieux pour élever ses deux filles, Grace, anxieuse adolescente de 14 ans, et Zoe, innocente petite fille de 9 ans. Lily est une femme qui, selon ses propres mots, « a toujours recherché la sécurité ». Or, pour la première fois de son existence, elle ne voit pas clairement quelle direction elle doit prendre alors que la vie qu’elle a toujours imaginée pour elle et sa famille est en train de s’effondrer. Bien que fortement soutenue par sa sœur cadette Judy, avec laquelle elle travaille à temps partiel dans une librairie, Lily continue à se sentir anxieuse par rapport à son futur. Mais elle fait, un jour, la connaissance inespérée d’un homme, Rick Sammler dans le bureau du proviseur de Grace, au lycée d’Upton Sinclair.
Rick est lui-même père célibataire et coprésident d’un cabinet d’architecture, Sammler / Cassili Associés, situé à Chicago. Il est divorcé de Karen depuis trois ans et a deux enfants, Eli, adolescent de 16 ans plus intéressé par le sport que par les études, et la sensible Jessie, 12 ans, qui regrette l’époque où ses parents n’étaient pas séparés. 
Lily et Rick ressentent une immédiate attraction et commencent rapidement à sortir ensemble. Cependant, l’éclosion de leur relation est cause de problèmes dans chacune de leurs familles. D’un côté, Jake, qui maintient des liens étroits avec les parents de Lily, Phil et Barbara, est sur le point de remodeler et de rouvrir le restaurant, Chez Phil, que ces derniers lui ont laissé avant de se retirer en Floride. Or, cette proximité empêche Phil et Barbara d’accepter la liaison de Lily et de Rick, et ce bien que Jake les place dans une situation difficile à cause des problèmes financiers qu’il rencontre avec le restaurant. Par ailleurs, Grace se montre fortement opposée à la relation de Lily et de Rick car elle continue à espérer la réconciliation de ses parents. Judy, quant à elle, ne s’intéresse pas beaucoup à Rick, mais soutient sa sœur puisque personne d’autre ne le fait… De l’autre côté, Karen, avocate au cabinet Harris, Riegert et Sammler, s’inquiète des conséquences que pourrait avoir la relation de son ex-mari sur ses enfants et plus particulièrement sur Jessie, qui se montre timide et fragile. Mais la jeune femme est également jalouse de la nouvelle relation de Rick.

## Distribution

### Acteurs principaux
- Sela Ward (VF : Céline Monsarrat) : Elizabeth « Lily » Brooks Manning Sammler
- Billy Campbell (VF : Emmanuel Jacomy) : Richard « Rick » Sammler
- Jeffrey Nordling (VF : Michel Dodane) : Jake Manning
- Susanna Thompson (VF : Annie Le Youdec) : Karen Sammler
- Shane West (VF : Emmanuel Garijo) : Eli Sammler
- Julia Whelan (VF : Alexandra Garijo) : Grace Manning
- Evan Rachel Wood (VF : Marie Tirmont) : Jessie Sammler
- Meredith Deane (en) (VF : Camille Donda) : Zoe Manning
- Marin Hinkle (VF : Virginie Mery) : Judy Brooks
- Todd Field (VF : Tanguy Goasdoué) : David Cassilli
- David Clennon : Miles Drentell (2000-2001)
- Jennifer Crystal Foley (VF : Véronique Desmadryl) : Christie Parker (2000-2001)
- Ever Carradine (VF : Laura Préjean) : Tiffany Porter (2001-2002)
- Steven Weber (VF : Arnaud Bedouët) : Sam Blue (2001-2002)

### Acteurs récurrents
- Kelly Coffield Park (en) (VF : Véronique Alycia) : Naomi Porter (1999-2000)
- Kimberly McCullough (en) (VF : Chantal Macé) : Jennifer (1999-2000)
- Mark Feuerstein (VF : Maurice Decoster) : Leo Fisher (2000)
- Paul Mazursky : Phil Brooks
- Bonnie Bartlett : Barbara Brooks
- Patrick Dempsey (VF : Pierre Tessier) : Aaron Brooks (1999-2001)
- James Eckhouse (VF : Bernard Métraux) : Lloyd Lloyd (1999)
- David Clennon : Miles Drentell
- Steven Weber : Samuel Blue
- Audrey Marie Anderson (VF : Laura Blanc) : Carla Aldrich (2000-2001)
- Ever Carradine (VF : Laura Préjean) : Tiffany Porter (2000-2001)
- Paul Dooley : Les Creswell
- Eric Stoltz : Mr Dimitri
- Alexandra Holden : Cassidy
- Dennison Samaroo : Saj
- Mischa Barton : Katie Singer (2001-2002)
- Adam Brody : Coop (1999-2001)

## Épisodes

### Première saison (1999-2000)
1. Premier Rendez-vous (Pilot)
2. Une nuit avec toi (Let's Spend the Night Together)
3. Aux yeux du monde (The Scarlet Letter Jacket)
4. Mensonges et Illusions (Liars and Other Strangers)
5. La Fin d'une illusion (There Be Dragons)
6. À mes sœurs (A Dream Deferred)
7. La Ronde des ex (The Ex-Files)
8. Les Leçons du passé (The Past is Prologue)
9. Mes petits cœurs (Outside Hearts)
10. Secrets de famille (Thanksgiving)
11. Pas de fumée sans feu (Where There's Smoke)
12. La Neige de Noël (The Gingerbread House)
13. Médiation (Mediation)
14. Hypocrisies (Sneaky Feelings)
15. Le Chat et la Souris (The Mystery Dance)
16. Le Prix de l'indépendance (Daddy's Girl)
17. Dernière Représentation (Unfinished Business)
18. L'Heure des adieux (Strangers and Brothers)
19. Le Poids de la peur (Cat-In-Hat)
20. L'Aveu (My Brilliant Career)
21. Mise au point (Letting Go)
22. Une porte s'ouvre (A Door, About to Open)

### Deuxième saison (2000-2001)
1. Flagrant Délit (Wake Up, Little Susie)
2. Rencontres (BookLovers)
3. Eli face à son avenir (I Can't Stand Up for Falling Down)
4. Festin ou Famine (Feast or Famine)
5. Le Contrat (Ozymandias 2.0)
6. Nourriture spirituelle (Food For Thought)
7. Chicaneries (Scribbling Rivalry)
8. Leçons de conduite (Learner's Permit)
9. La roue tourne (Life Out of Balance)
10. Recherche amour désespérément (Love's Laborer's Lost)
11. Tel est pris qui croyait prendre (Thieves Like Us)
12. Soupçon (Suspicion)
13. Fissures (Edifice Wrecked)
14. Sang chaud, Sang froid (The Other End of the Telescope)
15. Le Débarquement (Standing Room Only)
16. Les Démons du passé (Aaron's Getting Better)
17. Pardonnez-nous nos offenses (Forgive Us Our Trespasses)
18. Les Meilleurs Ennemis du monde (Best of Enemies)
19. Armageddon, 1re partie (Armageddon)
20. L'Honneur perdu, 2e partie (Won't Someone Please Help George Bailey Tonight)
21. Les Grands Changements (Moving On)
22. Le Grand Jour (The Second Time Around)

### Troisième saison (2001-2002)
1. La Main dans le sac (Busted)
2. En toute franchise (The Awful Truth)
3. La Vie en bleu (Kind of Blue)
4. Coup de théâtre (Acting Out)
5. Jalousies (Destiny Turns on the Radio)
6. Le Pouvoir des femmes (Jake and the Women)
7. La Théorie du chaos (Chaos Theory)
8. Désirs (The Sex Show)
9. Confiance en soi (Tough Love)
10. Tous ensemble (Pictures)
11. Solitude (Taking Sides)
12. Effets secondaires (Gardenia)
13. Culpabilité (Falling in Place)
14. À cœur perdu (The Gay-Straight Alliance)
15. Les Maris, les Ex, les Enfants… (One Step (Parent) Backward)
16. Les Rêves d'Aaron (Aaron's List of Dreams)
17. Amour interdit (Experience Is the Teacher)
18. Pour ne pas la perdre (Losing You)
19. La Chance d'une vie (Chance of a Lifetime)

## Commentaires
La série explore les surprises et les difficultés nées d’une seconde chance en amour, ainsi que les dynamiques familiales du divorce et du remariage, les relations parents/enfants, l'homosexualité, la recherche de l’amour, de l’accomplissement personnel et de la découverte de soi.
Elle a été créée par Marshall Herskovitz et Edward Zwick, qui ont donné naissance à Génération Pub et à Angela, 15 ans. Tous deux apparaissent comme personnages secondaires dans la série. Herskovitz joue le Dr Frankl, chirurgien qui informe les Brooks/Manning de la mort de Phil. Zwick apparaît quant à lui dans six épisodes sous les traits du Dr Daniel Rosenfeld, le pédopsychiatre qui conseille Jessie lorsqu'elle est atteinte de troubles de l’alimentation. 
Miles Drentell, le client qui détruit le partenariat de Rick et de David au milieu de la deuxième saison, a presque eut le même effet sur Michael Steadman et Elliott Weston dans Génération Pub. 
La productrice Winnie Holzman joue Shelly, l’assistante sociale d’Aaron, dans trois épisodes.

## Récompenses
- Emmy de la meilleure actrice dans une série dramatique 2000 pour Sela Ward
- Golden Globe de la meilleure actrice dans une série dramatique 2001 pour Sela Ward